# Galeazzo Campi
Pour les articles homonymes, voir Campi (homonymie).
Pour les autres membres de la famille, voir Famille Campi.
Galeazzo Campi (Crémone, 1475 - Crémone, 1536), est un peintre italien, le père de Giulio Campi, Antonio Campi et Vincenzo Campi, également peintres, notablement connus.

## Biographie
Selon Giorgio Vasari[réf. nécessaire], Galeazzo Campi est l'élève de Boccaccio Boccaccino, mais Luigi Lanzi doute de cette affirmation, le style de Campi étant trop différent de celui du maître.

## Œuvres
- la Vierge avec l’enfant et trois saints, église paroissiale de Santo Stefano à Solarolo Rainerio (1528)
- Le plus célèbre de ses tableaux, peint en 1515, est une curieuse Résurrection de Lazare.[réf. nécessaire]
- Par ailleurs, une Vierge à l'enfant à Crémone, mérite également d'être mentionnée.[réf. nécessaire]